# Эсфанд
Эсфанд (перс. اسفند‎, произн. [esfænd]) — двенадцатый месяц иранского календаря, состоит из 29 дней в невисокосный или 30 дней в високосный год и является третьим зимним месяцем. В григорианском календаре соответствует 20 февраля — 20 марта.
В эсфанд, последний месяц года, в Иране начинают появляться растения и плоды. Месяцу соответствует знак зодиака Рыбы.

## Этимология
Большая часть месяцев в иранском календаре носят имена зороастрийских язат. Название Эсфанд происходит от авестийского Спента Армаити (Spəntayā̊ Ārmatōiš	), что означает Святое Благочестие.

## События
- 24 эсфанда 1354 (14 марта 1975) — иранский Меджлис утвердил новую «царскую» (перс. شاهنشاهی) эру, где летосчисление велось от предполагаемого года вступления на престол Кира Великого (559 г. до н. э.) , таким образом 21 марта 1976 стало первым днем 2535 года «царской» эры. Позднее она была отменена[3].

## Праздники
- 29 эсфанда (19 марта) — День Национализации нефтяных промыслов в Иране (перс. ملی شدن صنعت نفت).